# Phanetta
Phanetta is een geslacht van spinnen uit de familie hangmatspinnen (Linyphiidae).

## Soorten
De volgende soorten zijn bij het geslacht ingedeeld:
- Phanetta subterranea (Emerton, 1875)